# Wuthering Heights (sång)
"Wuthering Heights" är en låt skriven och framförd av brittiska popsångerskan Kate Bush, utgiven som hennes debutsingel i januari 1978 samt på albumet The Kick Inside i februari samma år. Låten är inspirerad av boken med samma namn (svensk titel: Svindlande höjder) av Emily Brontë och lånar citat från boken.

## Historik

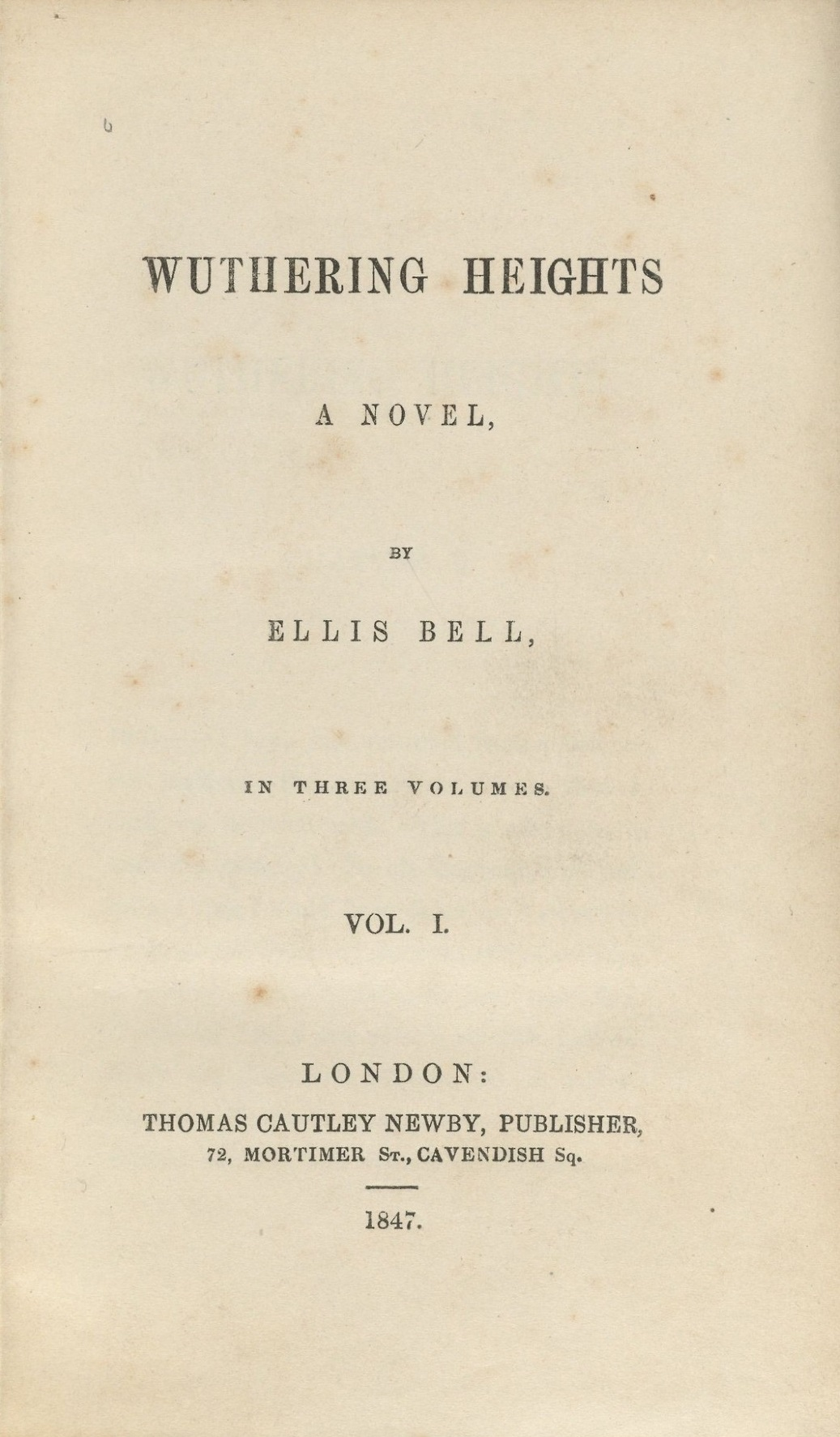
Temat på debutsingeln "Wuthering Heights" var direkt hämtat från Emily Brontës roman Svindlande höjder.

### Bakgrund
Kate Bush fick idén till "Wuthering Heights", efter att hon som 11-12-åring råkat få se slutet av en filmbearbetning av boken. Det lockade henne till att läsa boken.
"Wuthering Heights" skrevs i mars 1977, då Kate Bush var 18 år. Låten spelades, liksom resten av debutalbumet, in sommaren 1977.
Hon kämpade hårt för att låten skulle bli hennes debutsingel och fick till slut sin vilja igenom. EMI:s Bob Mercer hade egentligen velat att "James and the Cold Gun" (inspelad två år tidigare) skulle inleda Bushs singelkarriär.

### Mottagande
"Wuthering Heights" spreds sedan via kassett under november och december 1977 till brittiska radiostationer där den kom att bli flitigt spelad. Efter att låten januari 1978 släpptes, dröjde det tre veckor innan den nådde förstaplatsen på den brittiska singellistan. På den positionen kom Wuthering Heights, den första brittiska listetta skriven och framförd av en kvinnlig artist, att stanna i fyra veckors tid.
Under januari och februari 1978 gjorde Kate Bush reklam för låten genom studioframträdanden i diverse brittiska och tyska TV-program. Hennes dramatiska mim- och dansteknik väckte både uppmärksamhet och viss munterhet.

### Senare versioner
Trots att "Wuthering Heights" är Kate Bushs mest kända låt har den sällan blivit föremål för nyinspelningar av andra artister. Vissa tror att det beror på dess komplexitet med dramatiska röster och arrangemang. Brasilianska power metal-bandet Angra är dock bland dom enda som vågat spela in en cover på den i sitt debutalbum Angels Cry. I övrigt har norska bandet Röyksopp framfört låten på scen, och amerikanskan Pat Benatar sjöng in den 1980. Till sitt samlingsalbum The Whole Story (1986) sjöng Kate Bush in den själv – något överraskande som en överdubb över den ursprungliga musiken.
En nedsaktad version av "Wuthering Heights" – på 36 minuter istället för originalets 3 minuter – spreds 2011 på Youtube, där den blev en smärre viral framgång. 2013 samlades 300 Kate Bush-fans – iklädda Bushs scenkostymering – i en park i sydengelska Brighton, där de sjöng och dansade sig genom låten.

## Övrigt
Kate Bush, som tidigt intresserade sig för litteratur och mysticism, är född samma dag som Emily Brontë (30 juli).

## Listnoteringar
| Lista (1978)                      | Topp- notering |
| --------------------------------- | -------------- |
| Australien (Kent Music Report)    | 1              |
| Österrike                         | 17             |
| Flandern                          | 6              |
| Denmark (Tracklisten)             | 4              |
| Finland (Suomen virallinen lista) | 4              |
| Tyskland                          | 11             |
| Storbritannien                    | 1              |
| Nya Zeeland                       | 1              |
| Ireland (IRMA)                    | 1              |
| Italy (FIMI)                      | 1              |
| Dutch 40                          | 4              |
| Dutch 100                         | 3              |
| Norge 7                           | 7              |
| (Nederländena 100!                | 6              |
| Schweiz 100                       | 8              |
| Spanien (Promusicae)              | 10             |

### Årslistor
| Lista (1978)                        | Topp- notering |
| ----------------------------------- | -------------- |
| Nederländerna (Mega Single Top 100) | 18             |
| Storbritannien (UK Singles Chart)   | 10             |